# صنایع دستی آلاشت
صنایع دستی از دیرباز در میان اقوام مختلف علاوه بر، برطرف کردن نیازهای اولیه مردم آن حاصل تلفیق روح و خلاقیت سازندگان با عناصر طبیعی آن ناحیه بوده و هست.
از جمله صنایع دستی پشمین مورد توجه کوهستان‌ها که قدیمی‌ترین آن در طبرستان یافت شده و هنوز هم در میانشان رایج است. جوراب‌های پشمین در منطقهٔ آلاشت است که منبع درآمد اهالی (در بازارچه ای در موزهٔ مردم‌شناسی آلاشت عرضه می‌گردد) محسوب می‌شود و از قدیمی‌ترین هنرهای دستی این ناحیه به‌شمار می‌رود.
رونق جوراب بافی در این منطقه دلایل متعددی دارد از جمله: شرایط جوی مساعد برای کشت الیاف، کتان، کنف و پرورش دام و در نتیجه پشم فراوان و نیاز مردم آن نواحی به دست بافت‌های گرم، سرمای این مناطق و نیاز مردم به دست بافت‌های پشمین و دوری آن به سایر جاها باعث شده که بکر و سنتی بمانند و البته انس این اقوام با دامپروری (چوپانی و گالشی) در ترویج این هنر تأثیر بسزایی داشته‌است.
ظرافت و نقوش متنوعی که نه تنها در جوراب‌ها بلکه در جاجیم، گلیم، گلیج، ساچین تبلور یافته حاکی آن است که این هنر مخصوص زنان بوده که بعد از فارغ شدن از فعالیت‌های روزمره به بافت می‌پرداختند و در بازارهای شهرهای حوالی برای عرضه آماده می‌کردند.
این جوراب‌های پشمین متنوع هستند که کفشک‌ها مخصوص زنان و جوراب‌های چکمه ای یا ساق بلند مختص مردان است.
در جوراب بافی نقوش متنوعی به کار رفته که به‌طور کلی در سه گروه جای می‌گیرند.
جالب توجه است که هر یک از این نقوش سرشار از رموز الهام بخش هستند.

## نقوش حیوانی
از جمله این طرح‌ها غازی گلی، کوتری، مهر خفته، پاپلی، بلبک است.

### غازی گلی
زندگی در دل کوهستان‌های دور افتاده و مرتفع و ارتباط زنان با حیوانات و طبیعت ناخود آگاه در هنر بومی تأثیر گذاشته برای مثال نقش غازی گلی به معنی گردن غاز (غاز از جمله پرندگانی است که گردن درازی دارد) است. این نقش عموماً با طرح کوتری تلفیق می‌شود و از به هم پیوستن دو خط با حرکت s مانند و لوزی‌هایی با رنگ‌متفاوت بافته می‌شود و در حاشیهٔ جوراب به دو نقش کوتری پیچیده‌است. نکتهٔ جالب این جاست که این نقش مایه در نواحی همجوار با نام‌های متفاوتی مثل مهر خفته شناخته شده‌است.

### درخت مرغی
این طرح ترکیبی از درخت و پرنده، پرنده در همه ادوار مظهر ابر و باران بوده باران نیز نمودی از رشد است که برای ادامه حیات ضروری است پس سنبلی از زندگی است و گیاه هم نماد رویش است و این دودر کنار هم یک مفهموم مشترک را شکل می‌دهند که که زندگی در جریان است و این نقش در میان سفالینه‌های ایرانیان بین‌النهرین نیز در دوران اسطوره‌های پیش از تاریخ و تاریخی منعکس شده‌است و در حاشیهٔ این نقوش مهر خفته یا همان مار خوابیده به کار رفته‌است. «مار جانداری خزنده است که به زبان عربی حیه نام دارد و سرو گاه در زبان عربی شجره الحیه نامیده می‌شود، چرا که اعتقاد بر این است که هر کجا سرو باشد مار هم هسا و این ارتباط بین مار و درخت را نشان می‌دهد.»
همین‌طور درخت در بشقاب سیمین ساسانی با دو نگهبان همراه است که از شر مار اهریمنی در امان باشد و در منابع مصری محل زندگی مار در زیر زمین بوده و خود نمایانگر این است که مار مظهر و نگهبان جهان مردگان است. در طرح مزبور در حاشیه، مار در زیر درخت جلوگری می‌کند و بر روی شاخهٔ درختان پرنودگان جای دارند پس در این‌جا مار که نماد عالم مردگان و جهان زیرین بوده و درخت نیز سنبلی از این عالم است و پرندگان هم نمایانگر آسمان هستند و به خوبی مار و پرنده در واقع جهان مردگان و زندگان در مقابل یکدیگر قرار می‌گیرند.

### بلبلک و پاپلی
این دو نقش از نظر لغوی به معنی پروانه هستند اما در نقش نمایه خود با یک دیگر تفاوت دارند، نقش نمایه پاپلی از چهار دایره به هم متصل شده تشکیل شده و در مرکز این دایره‌ها نقاط ریز دایره مانندی وجود دارد.
اما در نقش بلبلک خط میانی بال‌های دو طرف از ترکیب چهارخانه‌های آبی و سفید تشکیل شده‌است. با این وجود هر یک از این دو نقش در باور طبری‌ها مظهر تولد دوباره، جاودانگی و روح و زنانگی و نشانه ای از خرسندی است هم چنین پروانه در سر تا سر طبرستان همیشه یادآور روح عزیزان از دست رفتهٔ این قوم است که در جهان مادی حضور دارند و نظاره گر اعمال آن‌ها هستند.

## نقوش گیاهی
از جملهٔ این طرح‌ها: برگ دار، داربه داری، دار، گل و سایمه گل است.
«یکی از نقش مایه‌های گیاهی گل‌ها هستند، گل‌های گرد این بافته با نقش هندسی دایره ای تو خالی معمولاً با دوازده پر بافته می‌شوند، خط‌های اصلی با رنگ تیره و فضای خالی درون دایره را رنگین می‌کنند.»
در واقع نقش مایهٔ گل حاکی از ظرافت و زیبایی افکار زنان بافنده دارد که چگونه طبیعت و محیط اطراف خود را با دستان خود در کاموا و پشم نمایان ساختند.

## نقوش طبیعی
از جملهٔ این طرح‌ها: راسرا، چکنه و ولوله است.

### چکنه
به زبان طبری دارای سه معنا است. کم، گوسفندان کمتر از پنج راس و گوسفندی که نزد یک چونان به امانت گذاشته می‌شود. این طرح از لوزی‌های چهار خانه با ترکیب دو رنگ بافته شده که طرح انتزاعی گوسفندان را نشان می‌دهد.
بنابر تحقیقات خانم فیلیس آکرمن این لوزی‌ها نمایانگر تلالو و آب هستند و در اوستا هم اهمیت آن ره عنوان یکی از عناصر چهارگانه بیان شده‌است؛ که نامحدود بودن کائنات را به تصویر می‌کشند، در واقع زنان هنرمند این منطقه بر خلاف ظاهر ساده و افکاری که در روز مرگی خلاصه شده، این جهان نامحدود را تنها در یک طرح ساده به تصویر می‌کشند